# Cheilosia vujici
Cheilosia vujici is een vliegensoort uit de familie van de zweefvliegen (Syrphidae). De wetenschappelijke naam van de soort is voor het eerst geldig gepubliceerd in 1998 door Claussen & Doczkal.